# هانس شوارزنتروبر
هانس شوارزنتروبر (آلمانی: Hans Schwarzentruber; ۲۵ مارس ۱۹۲۹ – ۲۳ نوامبر ۱۹۸۲) ژیمناست هنری اهل سوئیس بود.